# Zhan
Cette page contient des caractères spéciaux ou non latins. S’ils s’affichent mal (▯, ?, etc.), consultez la page d’aide Unicode.
Zhan, (ჟან, [ʒan], en géorgien) est la 16e lettre de l'alphabet géorgien.

## Linguistique
Zhan est utilisé pour représenter le son [ʒ].
Dans la norme ISO 9984, la lettre est translittérée par « ž ».

## Représentation informatique
- Unicode[1] :
  - Asomtavruli Ⴏ : U+10AF
  - Mkhedruli et nuskhuri ჟ : U+10DF